# Giorgio Pàstina
Giorgio Pàstina (né en 1905 à Andria, dans la province de Barletta-Andria-Trani et mort en 1956 à Rome) est un réalisateur et scénariste italien.

## Filmographie partielle

### réalisateur
- 1943 : Enrico IV (it)
- 1945 : Le Chemin du péché (it) (Le vie del peccato)
- 1947 : Confession dans la nuit (Vanità)
- 1949 : Le Chevalier de la révolte (Vespro siciliano)
- 1949 : Les Aventures de Guillaume Tell (Guglielmo Tell), coréalisé avec Michał Waszyński
- 1950 : J'étais une pécheresse (Ho sognato il paradiso)
- 1950 : La Fille de la nuit (Alina)
- 1951 : Buon viaggio, pover'uomo (it)
- 1951 : Cameriera bella presenza offresi...
- 1952 : Jeunesse (Giovinezza)
- 1953 : Agenzia matrimoniale (it)
- 1954 : Questa è la vita, segment La giara (film à sketches coréalisé avec Aldo Fabrizi, Mario Soldati et Luigi Zampa)
- 1954 : Désir ardent sous le soleil de Naples (Desiderio 'e sole)
- 1954 : L'Aventurier (Lettera napoletana)
- 1954 : Cardinal Lambertini (Il cardinale Lambertini)
- 1955 : L'Intrigante (it) ('Na sera 'e maggio)
- 1955 : Chante-moi Bonjour tristesse (Cantami "Buongiorno tristezza")

### scénariste
- 1942 : Fedora, de Camillo Mastrocinque
- 1943 : La maschera e il volto, de Camillo Mastrocinque
- 1944 : La fornarina, d'Enrico Guazzoni
- 1951 : Dernier rendez-vous (Ultimo incontro), de Gianni Franciolini